# Yolanda Ventura
Yolanda Ventura (Barcelona, 21 de outubro de 1968) é uma cantora e atriz espanhola com carreira no México.

## Biografia
Filha do trompetista Rudy Ventura, Yolanda nasceu e cresceu dentro de um ambiente eminentemente artístico, entrando aos dez anos de idade no grupo Parchís quando ele estava em formação. Em sua etapa em Parchís, aparte das atuaçoes em direto e gravações de discos, Yolanda também participou junto a seus companheiros de todos os filmes do grupo. É uma das únicas pessoas que formou Parchís que continuou sua carreira artística sem interrupção e de forma sólida.
Em 1990, já com o grupo convertido em historia, Yolanda decidiu seguir carrera no meio artistico e se instalou no México. Sua primeira novela foi Amor de nadie. A partir de então trabalhou em telenovelas como Muchachitas, El abuelo y yo, Corazón salvaje. El diario de Daniela, Cómplices al rescate, Yo amo a Juan Querendón, etc.
Em 2012 integrou o elenco da telenovela Amor bravío.  Em abril de 2013, foi capa da revista Playboy.  Neste mesmo ano participou da novela Quiero amarte. Já em 2014 fez parte do elenco da novela La sombra del pasado.

## Carreira

### Televisão
- 1985 - Platos Rotos .... Mariel
- 1990 - Desafío
- 1990 - Amor de nadie .... Astríd
- 1991 - Muchachitas .... Gloria
- 1992 - El abuelo y yo .... Teresa
- 1993 - Corazón salvaje .... Azucena
- 1995 - La Paloma .... Lilia
- 1998 - El diario de Daniela .... Natalia Navarro de Monroy
- 2000 - Carita de ángel .... Julieta
- 2001 - Atrévete a olvidarme .... Liliana
- 2002 - Cómplices al rescate .... Clarita
- 2003 - ¡Vivan los niños! .... Dolores Herrera
- 2003 - Bajo la misma piel .... Macarena
- 2004 - Amy, la niña de la mochila azul ....Angélica Hinojosa
- 2005 - Piel de otoño .... Mayte
- 2005 - Contra viento y marea ....Isabel
- 2007 - Yo amo a Juan Querendón .... Laura
- 2008 - En nombre del amor .... Angélica Ciénaga
- 2010 - Cuando me enamoro.... Karina Aguilar de Nesme
- 2011 - La que no podía amar .... Gloria de Cortés
- 2012 - Amor bravío .... Piedad Martínez
- 2013 - Quiero amarte .... Genoveva
- 2014 - La sombra del pasado .... Irma de Lagos
- 2016 - Mujeres de negro .... Giovanna
- 2018 - Rosario Tijeras .... Andrea Peralta
- 2018 - La piloto ....León
- 2021 - Fuego ardiente .... Pilar Lozano de Ferrer
- 2021 - SOS me estoy enamorando .... Elsa de Fernández

### Cinema
- 1980 - La Guerra de los Niños
- 1980 - Ritmo a todo color
- 1981 - Los Parchís contra el inventor invisible
- 1981 - La 2.ª Guerra de los Niños
- 1982 - La magia de los Parchís
- 1982 - Las Locuras de Parchís'
- 1982 - Las aventuras de los Parchís
- 1983 - Parchís entra en Acción
- 1986 - La Noche de la Ira
- 1997 - ¿De qué se ríen las mujeres?
- 2002 - Dos gallos de oro

## Prêmios e Indicações

### Prêmios TVyNovelas
| Ano  | Categoria                 | Telenovela      | Resultado |
| ---- | ------------------------- | --------------- | --------- |
| 1994 | Melhor revelação feminina | Corazón salvaje | Nomeada   |

### Premios da Asociação de Cronistas e Periodistas Teatrais (ACPT)
| Ano  | Categoria                          | Obra de Teatro    | Resultado |
| ---- | ---------------------------------- | ----------------- | --------- |
| 2007 | Melhor atriz en obra de vanguardia | Palabras cruzadas | Ganhadora |

### Premios da Agrupação de Periodistas Teatrais (APT)
| Ano  | Categoria               | Obra de Teatro | Resultado |
| ---- | ----------------------- | -------------- | --------- |
| 2013 | Melhor atriz de comedia | Cheka tu mail  | Nomeada   |